# Фредді дос Сантос
Фредді дос Сантос (норв. Freddy dos Santos, нар. 2 жовтня 1976, Осло, Норвегія) — колишній норвезький футболіст, відомий своїми виступами за столичний клуб «Волеренга» та молодіжну збірну Норвегії.
Грав на лівому фланзі майже на всіх ділянках поля окрім воротарської позиції.

## Клубна кар'єра
Фредді дос Сантос починав грати у футбол на професійному рівні у столичному клубі «Скейд» у 1994 році. Провів у команді чотири сезони, причому останні два разом з клубом був учасником Тіппеліги.
У 1998 році дос Сантос приєднався до клубу «Молде», з яким двічі став срібним призером чемпіонату країни та у сезоні 1999/2000 брав участь у груповому раунді Ліги чемпіонів.
У 2001 році дос Сантом повернувся до Осло, де приєднався до клубу «Волеренга», який на той момент грав у Першому дивізіоні. Одразу ж Фредді допоміг своєму новому клуби повернутися до Тіппеліги. А також виграв з клубом два національних кубка та чемпіонат країни 2005 року.
Виступаючи за «Волеренгу» до 2011 року Фредді дос Сантос провів у команді понад 300 офіційних матчів. Що є рекордом клуба за всі часи.

## Міжнародна кар'єра
Фредді дос Сантос виступав за юнацькі збірні Норвегії всіх вікових категорій та молодіжну збірну. У складі національної збірної дос Сантос не провів жодного матчу.

## Досягнення
Волеренга
 Чемпіон Норвегії: 2005
 Переможець Кубка Норвегії: 2002, 2008

## Особисте життя
Фредді дос Сантом має також громадянство Кабо-Верде, бо його батько уродженець цієї острівної країни.